# 신항로 (목포 영암)
신항로(Sinhang-ro)는 전라남도 영암군 삼호읍 삼포리 영암2 교차로와 목포시 달동 목포신항만을 잇는 전라남도의 도로이다.

## 연혁
- 2009년 7월 3일 : 2개 이상 시·군에 걸쳐 있는 광역도로로 신항로를 고시[1]

## 주요 경유지
전라남도
- 영암군 삼호읍 - 목포시 달동

## 노선
| 이름                                         | 접속 노선         | 소재지     | 소재지   | 비고 |
| -------------------------------------------- | ----------------- | ---------- | -------- | ---- |
| 영암2 교차로                                 | 대불로 현대대불로 | 영암군     | 삼호읍   |      |
| 삼호읍행정복지센터 서부출장소 삼호서초등학교 |                   | 영암군     | 삼호읍   |      |
| 신항교                                       |                   | 영암군     | 삼호읍   |      |
| 목포시                                       | 유달동            |            |          |      |
| 목포시                                       | 유달동            | 목포신항만 | 고하대로 |      |

## 주요 건물 및 시설
- 현대삼호2차아파트 (전라남도 영암군 삼호읍 신항로 63-7)
- 삼호읍행정복지센터 서부출장소 (전라남도 영암군 삼호읍 신항로 63-12)
- 삼호서초등학교 (전라남도 영암군 삼호읍 신항로 77)
- 삼호고운라피네더퍼스트아파트 (전라남도 영암군 삼호읍 신항로 120-77)
- 현대삼호사원3차아파트 (전라남도 영암군 삼호읍 신항로 123-7)
- 영암삼호산단취급국 (전라남도 영암군 삼호읍 신항로 123-11)
- 현대삼호사원4차아파트 (전라남도 영암군 삼호읍 신항로 135-25)